# Ben Johnson (futbolista)
Benjamin Anthony Johnson (Waltham Forest, Inglaterra, 24 de enero de 2000) es un futbolista británico. Juega de defensa y su equipo es el Ipswich Town F. C. de la EFL Championship.

## Trayectoria
Entró a las inferiores del West Ham United  a la edad de 7 años. Originalmente jugaba de extremo, aunque al ir progresando en las juveniles cambió a defensa. Firmó su primer contrato profesional en el club el 18 de enero de 2018.
Debutó en el primer equipo el 27 de febrero de 2019 en la derrota por 1-0 ante el Mancherter City en la Premier League en el Etihad Stadium. Esa fue el primero de los más de cien partidos que jugó antes de marcharse en la temporada 2024-25 al Ipswich Town F. C. a coste cero.

## Estadísticas

### Clubes
Actualizado al último partido disputado el 10 de mayo de 2025.
| Club                             | Div.          | Temporada     | Liga  | Liga  | Copas nacionales | Copas nacionales | Copas internacionales | Copas internacionales | Total | Total |
| Club                             | Div.          | Temporada     | Part. | Goles | Part.            | Goles            | Part.                 | Goles                 | Part. | Goles |
| -------------------------------- | ------------- | ------------- | ----- | ----- | ---------------- | ---------------- | --------------------- | --------------------- | ----- | ----- |
| West Ham United F. C. Inglaterra | 1.ª           | 2018-19       | 1     | 0     | 0                | 0                | —                     | —                     | 1     | 0     |
| West Ham United F. C. Inglaterra | 1.ª           | 2019-20       | 3     | 0     | 0                | 0                | —                     | —                     | 3     | 0     |
| West Ham United F. C. Inglaterra | 1.ª           | 2020-21       | 14    | 1     | 6                | 0                | —                     | —                     | 20    | 1     |
| West Ham United F. C. Inglaterra | 1.ª           | 2021-22       | 20    | 1     | 6                | 0                | 8                     | 0                     | 34    | 1     |
| West Ham United F. C. Inglaterra | 1.ª           | 2022-23       | 17    | 0     | 4                | 0                | 8                     | 0                     | 29    | 0     |
| West Ham United F. C. Inglaterra | 1.ª           | 2023-24       | 14    | 0     | 4                | 0                | 4                     | 0                     | 22    | 0     |
| West Ham United F. C. Inglaterra | Total club    | Total club    | 69    | 2     | 20               | 0                | 20                    | 0                     | 109   | 2     |
| Ipswich Town F. C. Inglaterra    | 1.ª           | 2024-25       | 23    | 1     | 4                | 0                | 0                     | 0                     | 27    | 1     |
| Ipswich Town F. C. Inglaterra    | Total club    | Total club    | 23    | 1     | 4                | 0                | 0                     | 0                     | 27    | 1     |
| Total carrera                    | Total carrera | Total carrera | 92    | 3     | 24               | 0                | 20                    | 0                     | 136   | 3     |
| 1. 2.                            |               |               |       |       |                  |                  |                       |                       |       |       |

## Vida personal
Es sobrino de Paul Parker, internacional inglés y jugador del Manchester United y primo de Ledley King, internacional inglés y defensor del Tottenham Hotspur.

## Palmarés

### Títulos internacionales
| Título                             | Club                  | Sede  | Año  |
| ---------------------------------- | --------------------- | ----- | ---- |
| Liga Europa Conferencia de la UEFA | West Ham United F. C. | Praga | 2023 |